# Mers-sur-Indre
Mers-sur-Indre ist eine französische Gemeinde mit 664 Einwohnern (Stand: 1. Januar 2022) im Département Indre in der Region Centre-Val de Loire; sie gehört zum Arrondissement La Châtre und zum Kanton Neuvy-Saint-Sépulchre. Die Einwohner werden Mersiens genannt.

## Geographie
Mers-sur-Indre liegt etwa 26 Kilometer südöstlich von Châteauroux. Das Gemeindegebiet wird vom Fluss Indre durchquert in den hier die Vauvre mündet.
Nachbargemeinden von Mers-sur-Indre sind Ardentes im Norden und Nordwesten, Sassierges-Saint-Germain im Norden, Saint-Août im Nordosten, Montipouret im Osten, Tranzault im Süden, Lys-Saint-Georges im Westen und Südwesten sowie Jeu-les-Bois im Westen.

## Bevölkerungsentwicklung
| Jahr                       | 1962 | 1968 | 1975 | 1982 | 1990 | 1999 | 2006 | 2018 |
| Einwohner                  | 653  | 565  | 522  | 434  | 459  | 584  | 566  | 660  |
| Quellen: Cassini und INSEE |      |      |      |      |      |      |      |      |

## Sehenswürdigkeiten
- Kirche Saint-Martin
- Schloss Le Magnet aus dem 15. Jahrhundert

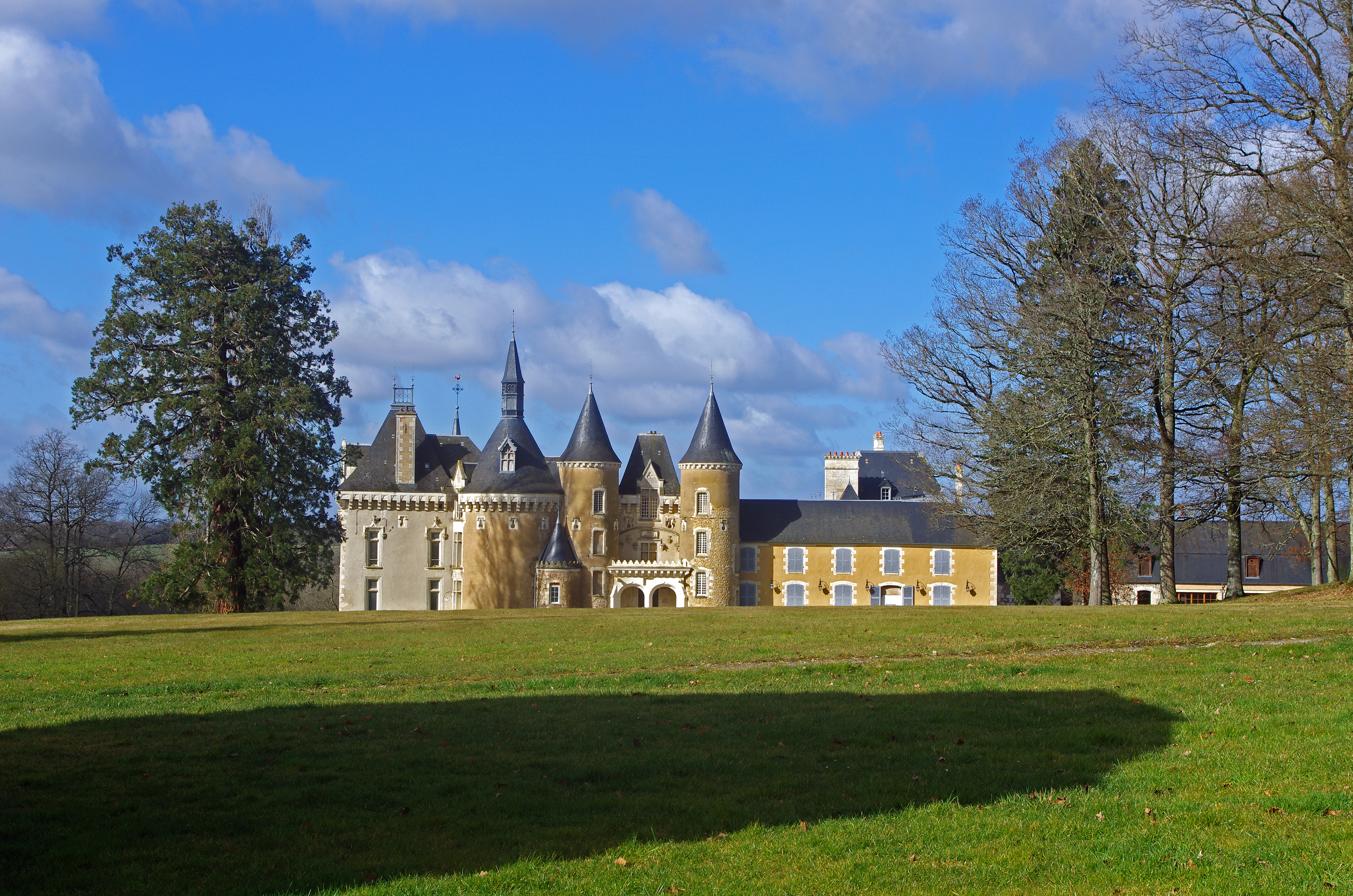
Schloss Le Magnet